# Liste d'œuvres musicales abordant le thème de l'homosexualité
Les thèmes de l'homosexualité ont parfois été exprimé à travers des œuvres musicales. Cette expression est devenue plus fréquente au cours du XXe siècle, particulièrement dans les opéras et la musique pop.

## Homosexualité dans les opéras et dans la musique classique

### David et JonathasdeMarc-Antoine Charpentier(1688)[1]
Tragédie biblique en un prologue et cinq actes H.490 de Marc-Antoine Charpentier, sur un livret du père jésuite François Bretonneau, joué pour la première fois au collège Louis-le-Grand, à Paris, le 28 février 1688. Le livret, librement inspiré de la relation entre David et Jonathan décrite dans le premier livre de Samuel de la Bible, met en scène Jonathan (Jonathan) tiraillé entre la fidélité à son père Saül et son amour pour David. Plusieurs passages sont particulièrement explicites des sentiments forts de David et de Jonathan, chacun prêt à sacrifier sa vie pour l'autre :
- Deux captifs, vantant les charmes de David (acte I, scène 1):

Ce Héros savait charmer jusqu'à ses ennemis. À ses attraits on a voulu se rendre, Plus que son bras n'en a soumis.
- Amour de David pour Jonathas (acte I, scène 3)

Jonathas tant de fois me vit renouveler Mille serments d'une amour mutuelle : Hélas il fut toujours fidèle, Moi seul je puis les violer
Moi-mesme je péris, ou je perds ce que j'aime.
Du moins, mesme au prix de mes jours, Accorde à Jonathan le secours que j'implore
- Jonathas, mourant, à David (Acte V, scène 4)

Malgré la rigueur de mon sort, Du moins je puis vous dire encore que je vous aime.
- le chœur (Acte V, scène 4)

Jamais Amour plus fidèle et plus tendre / Eut-il un sort plus malheureux ?'

### Saül, oratorio deG. F. Haendel(1739)
Inspiré du même passage de la Bible, le livret met en scène non seulement David et Jonathan mais Michal, fille de Saül amoureuse de David. Celui-ci, à la mort de Jonathan, se lamente sur son amour pour lui, "plus merveilleux que celui des femmes" (acte III, scène 5) :
''For thee, my brother Jonathan, How great is my distress! What language can my grief express? Great was the pleasure I enjoy'd in thee, And more than woman's love thy wondrous love to me!

### Sudopéra deKenton Coesur la pièce deJulien Greencréé à l'Opéra de Marseille en 1965
L'homosexualité y est abordée de manière directe pour la première fois dans un opéra. Quelques heures avant le déclenchement de la Guerre de Sécession, Jan Wiczewski, un lieutenant de l'armée fédérale, tombera amoureux du fils d'un planteur sudiste et, devant son incompréhension, le provoquera en duel afin de se laisser tuer par ce dernier.

### Autres œuvres
L'opéra de Wolfgang Amadeus Mozart Apollo et Hyacinthus (K. 38), exprime les amours contrariées du dieu Apollon pour l’éphèbe Hyacinthe.
Le compositeur qui a donné ses lettres de noblesse à l'homosexualité dans les opéras est Benjamin Britten. Quelques titres : Peter Grimes, Billy Budd, La Mort à Venise.
Le compositeur polonais Karol Szymanowski a mis en musique des poèmes homoérotiques persans dans ses Chants d'Amour de Hafiz op. 26, pour voix et orchestre, et des poèmes d'amour de Jalal Ud Din Rumi dans sa Symphonie no 3 (Chant de la nuit) (1914-1916).
Delibes met en scène l'homosexualité féminine dans son opéra Lakmé en 1880, inspiré d'une nouvelle de Pierre Loti. Le Duo des fleurs a donné lieu à une scène célèbre d'amour féminin dans le film Les Prédateurs avec Catherine Deneuve.
Francis Poulenc reprend le thème du changement de sexe dans son opéra-bouffe Les Mamelles de Tirésias d'après la pièce de Guillaume Apollinaire en 1945.
L'opéra Lulu d'Alban Berg (inachevé mais complété et créé en 1979), d'après Frank Wedekind, comprend un personnage lesbien, la comtesse von Geschwitz.
Le compositeur italien Sylvano Bussotti célèbre un éros libérateur et la sexualité sadomasochiste dans son opéra La Passion selon Sade (1965) qui fait scandale à sa création au festival de Palerme.
Michael Tippett introduit des thèmes homoérotiques dans ses opéras, par exemple dans King Priam (1962), qui développe le thème de l'attachement entre Achille et Patrocle. Dans son troisième opéra, The Knot Garden (1970), les deux personnages principaux, Mel et Dov, forment un couple gay mixte.
Le compositeur américain John Corigliano rend hommage aux victimes du sida dans sa Symphonie no 1 composée en 1990.
David Del Tredici célèbre une sensibilité gay à travers des œuvres telles que Gay Life (1996-2000).
En 1995, l'opéra Harvey Milk, d'après la vie de Harvey Milk, composé par Stewart Wallace et par le librettiste Michael Korie, est représenté au San Francisco Opera, puis enregistré sur CD en 1996.
La compositrice américaine Paula M. Kimper compose en 1998 l'opéra Patience and Sarah sur un livret de Wende Persons d'après le roman d'Isabel Miller paru en 1971.
Le compositeur américain Charles Wuorinen a eu le projet d'adapter la nouvelle Brokeback Mountain sous forme d'opéra en 2008-2012. La première a eu lieu au Teatro Real, Madrid en janvier 2014.
Hadrian, opéra de Rufus Wainwright créé le 13 octobre 2018 au Four Seasons Centre for the Performing Arts de Toronto par la Canadian Opera Company, est dédié aux amours d'Antinoüs et Hadrien.

## Homosexualité dans la musique rock et pop
- Christina Aguilera, le titre Beautiful pousse les homosexuels entre autres à s'assumer et à passer outre au regard des autres
- Lou Reed , Walk on the Wild Side (1972)
- Village People, groupe disco américain créé en 1977, est devenu icône gay.
- Plusieurs chansons du groupe anglais Bronski Beat traitent de l'homosexualité. Smalltown Boy fut un tube de 1984 sur l'homophobie.
- Le groupe pop français Indochine célébrait l'homosexualité, tant masculine que féminine, dans la chanson 3e sexe et prônait la tolérance envers l'homosexualité dans Marilyn.
- Une femme avec une femme est une chanson du groupe espagnol Mecano sortie en 1990.
- Lynda Lemay évoque la paternité dans un couple d'hommes dans la chanson "Les deux Hommes".
- Renaud parle de la difficulté de se découvrir homosexuel et de l'assumer dans sa chanson Petit Pédé.
- t.A.T.u., groupe féminin russe, met en scène l'homosexualité féminine dans la chanson All the Things She Said (2002).
- Macklemore & Ryan Lewis ainsi que Mary Lambert parle des tabous qu'ont les homosexuels dans la chanson Same Love (2012) et invite le gouvernement américain à légaliser le mariage pour tous.
- Shaka Ponk avec les chansons Twisted Mind et Hombre que soy  (2009)
- Rammstein, parle d'homosexualité dans la chanson Mann gegen Mann (2005).
- Superbus présente l'homosexualité dans la chanson Lola (Wow, 2006) ainsi que dans la chanson Jenn Je T'aime qui est en quelque sorte une réponse de Lola, et Let me hold you du même album. Ils font aussi la chanson Nelly (Lova Lova, 2009) qui parle d'une fille qui cherche sa sexualité
- Ratel C évoque la maladie et le handicap dans un couple lesbien dans la chanson Un fil d'Amour
- Zazie expose l'homosexualité, plus particulièrement l'homosexualité masculine, dans Adam et Yves
- Lily Allen, dans sa chanson Fuck You (2009) critique les discriminations, principalement l'homophobie.
- Calogero, dans sa chanson J'ai le droit aussi (2015), chanson contre l'homophobie, qui montre un garçon qui a le droit lui aussi d'être amoureux comme n'importe quel être humain.
- Rihanna, avec sa chanson Te amo, évoque l'homosexualité féminine, à savoir l'amour qu'une fille ressent pour une autre, mais cet amour n'est pas réciproque, puisque l'autre fille en question est hétérosexuelle.
- Lorie avec sa chanson 1 garçon, présente l'amour entre deux garçons.
- Sexy Sushi aborde l'homosexualité masculine dans sa chanson Petit pédé, et l'homosexualité féminine dans la chanson Sex Appeal.
- Mika présente l'homosexualité masculine d'un homme d'abord hétérosexuel dans sa chanson Billy Brown.
- Le groupe de heavy metal allemand Scorpions dans sa chanson He's a Woman, She is a Man (1977) dans l'album Taken by Force, traite de l'attirance et de l'ambivalence d'un individu envers une personne androgyne (ou travestie).
- Le groupe de heavy metal allemand Accept aborde le sujet de l'homosexualité masculine dans sa chanson Lovechild (1983) figurant sur l'album Balls to the Wall. Elle traite des problèmes d'identification d'un homosexuel dans la société. Cette chanson fut l'objet de controverses aux États-Unis, dans le milieu du metal de l'époque encore fortement dominé par une ambiance ultra-masculiniste et homophobe. Lors de la sortie de l'album, le batteur du groupe remarquait à propos de l'homosexualité:

« C'est un phénomène qu'il faut prendre en considération; car il existe à une grande échelle et il faut démystifier. En fait c'est un phénomène de société qu'il est nécessaire de prendre comme tel. Pendant longtemps les homosexuels ont été considérés comme des fous et des malades. Or il est temps de respecter ces gens là, d'ouvrir nos esprits qui sont souvent obtus. »

- La chanteuse pop Lady Gaga traite beaucoup de l'homosexualité dans ses chansons, notamment dans Poker Face, Alejandro, Boys Boys Boys ou encore Born This Way.
- A Great Big World abordent le sujet de l'homosexualité dans deux de leurs chansons :
  - Avec Everyone Is Gay, extrait de l'album Is There Anybody Out There (2014), ils s'adressent à tous de manière joyeuse en incitant à la fois à l'acceptation de soi et à la tolérance envers l'ensemble de la communauté LGBTQ. Elle avait été composée à l'origine pour l'organisation LGBTQ du même nom qui leur avait demandé "la chanson la plus gay jamais écrite" pour le premier volume de The Gayest Compilation Ever Made.
  - Leur single Hold Each Other, extrait de l'album When The Morning Comes (2015), est une chanson d'amour dans laquelle Ian Axel, qui est hétérosexuel, chante à propos d'une femme, et Chad King, qui est homosexuel, chante à propos d'un homme. Il est rare qu'un homme chante ainsi sans ambiguïté à propos d'un autre homme, en utilisant des pronoms masculins. Hold Each Other a également la particularité de traiter les deux relations sur un pied d'égalité, sans lancer de revendication particulière.
- Angèle dans Ta Reine, extrait de l'album Brol (2018), parle de l'homosexualité féminine.
- Eddy de Pretto aborde l'homosexualité masculine dans sa chanson Grave
- Mylène Farmer aborde l'homosexualité féminine dans la chanson Elle a dit issu de l'album Monkey me en 2012.
- Charles Aznavour aborde l'homosexualité masculine dans la chanson Comme ils disent en 1972.
- Katy Perry parle du fait qu'elle a aimé embrasser une fille dans I kissed a girl.
- Pomme "déclare son amour pour une autre femme" dans On brûlera et dans toutes ses chansons d'amour en genrant ses amours au féminin.
- Les Ogres de Barback avec Jérôme, traitent de l'homosexualité à travers l'absence de descendance et les clichés de la société.
- Raymix, dans sa chanson Llámame (2020), une chanson basée sur un chagrin d'amour vécue fragilisant une amitié[13].
- Ratel C, dans sa chanson Le Drapé (2021) traite de l'homophobie visant les familles arc-en-ciel.
- Michel Sardou, dans la chanson Le Privilège (1990) qui sera aussi le titre de son dix-huitième album traite de l’annonce de l’homosexualité d’un garçon à sa famille.
- Suzane, parle de l'homosexualité dans deux chansons une entre deux hommes et l'autre entre deux femmes :
  - Dans sa chanson P’tit gars, qui raconte l'histoire d'un jeune homme qui fait son coming-out et le prévient de ce qu'il va subir après avoir annoncé la nouvelle à sa famille et de son entourage. Dans son refrain elle explique qu'il n'y a rien de bizarre, et qu'être amoureux n'est pas un crime peu importe son orientation.
  - Dans sa chanson Anouchka, qui serait une chanson bien plus personnelle, qui ressemblerait à sa relation, dans lequel elle parle de la plus belle fille du lycée qui n'est jamais accompagnée et qui n'a pas d'intérêt pour les garçons, qui passe à côté sans les regarder, et qui un matin à l'arrêt de bus regarde la chanteuse comme si elle avait quelque chose en plus.

### Ressources documentaires

#### Ouvrages utilisés pour la rédaction de cet article
- Didier Eribon (dir.), Dictionnaire des cultures gays et lesbiennes, Paris, Larousse, 2003
- Dominique Fernandez, Le Rapt de Ganymède, Paris, Grasset, 1989
- glbtq.com

#### Autres ressources documentaires
- Corinne E. Blackmer, et Patricia Juliana Smith (dir.), En Travesti : Women, Gender Subversion, Opera, Ithaca, Cornell University Press, 1995
- Judith Ann. Peraino, Listening to the sirens [electronic resource] : musical technologies of queer identity from Homer to Hedwig, Berkeley, University of California Press, 2005
- Kevin Clarke, Glitter and be gay : die authentische Operette und ihre schwulen Verehrer, Hambourg, Männerschwarm Verlag, 2007
- Wayne Koestenbaum, The Queen's Throat : Opera, Homosexuality, and the Mystery of Desire, New York, Vintage Books, 1993
- Elizabeth Wood, Gary C. Thomas, Philip Brett, Queering the pitch : the new gay and lesbian musicology, New York et Londres, Routledge, 1994